# 밴스 계획
밴스 계획(크로아티아어: Vanceov plan 반체오브 플란, 세르비아어: Vensov plan 벤소브 플란)은 크로아티아 독립 전쟁 중이던 1991년 11월 미국의 국무장관 사이러스 밴스가 협상한 평화안이다. 이 시기 밴스 전 장관은 유엔 사무총장 특사였으며 협상 과정에서 미국 외교관 허퍼트 S. 오쿤의 도움을 받았다. 밴스 계획에서는 휴전을 이행하고 세르브계 크로아티아인과 유고슬라비아 인민군(JNA)이 장악한 크로아티아 지역을 비무장화하며 난민 귀환을 허용하고 유고슬라비아의 해체 이후 분쟁의 영구적인 정치적 해결을 위한 협상장에 유리한 조건을 이행하도록 하는 계획이 담겼다.
밴스 계획은 크게 두 가지 합의로 나눌 수 있다. 하나는 1991년 11월 23일 스위스의 제네바에서 유고슬라비아의 국방부 장관 벨코 카디예비치, 세르비아의 대통령 슬로보단 밀로셰비치, 크로아티아의 대통령 프라뇨 투지만이 서명한 제네바 협정이다. 당시 합의한 휴전이 이행되지 않아 추가 협상을 통해 맺어진 두 번째 합의가 1992년 1월 2일 이행협정인 사라예보 협정이다. 이행 협정은 당시 보스니아 헤르체고비나의 사라예보에서 유고 인민군 중장 안드리야 라셰타와 크로아티아의 국방부 장관 고이코 슈샤크가 서명했으며 사라예보 협정을 통해 유엔 보호군(UNPROFOR)이 감독하는 장기간의 휴전이 이행되었다. 하지만 양 측은 밴스 계획의 나머지 주요 조항에 대해서는 완전히 이행하지 못했다.

## 배경
1990년 8월, 크로아티아 내에서 통나무 혁명이라고 알려진 반란이 발생했다. 주로 세르브계 크로아티아인이 다수 거주하는 크닌을 중심으로 한 달마티아 내륙 지역, 리카, 코르둔, 바노비나 일부 지역과 슬라보니아에서 세르브계가 뚜렷하게 많이 거주하는 지역에서 발생했다. 이후 이 지역이 한데 모여 세르비아 크라이나 공화국(RSK)이란 이름으로 독립했다. 세르비아 크라이나가 세르비아로 합병하겠다고 선언하자 크로아티아 정부는 세르비아 크라이나 공확국을 반란 조직으로 선포했다. 1991년 3월부터 분쟁이 격화되어 크로아티아 독립 전쟁으로 이어졌다. 1991년 6월에는 크로아티아가 독립을 선포하며 유고슬라비아가 사실상 해체되었다. 크로아티아와 세르비아 크라이나 공화국의 3개월간의 독립 선포 유예가 이어졌으나 양 측은 10월 8일 정식으로 독립 선언을 했다.
유고슬라비아 인민군(JNA)이 점점 더 세르비아 크라이나 공화국에 지원을 더해주고 크로아티아의 경찰만으로는 이 상황에 대처할 수 없자 1991년 5월 크로아티아 국가방위군(ZNG)이 창설되었다. 같은 해 11월에는 국가방위군이 정식으로 크로아티아 육군(HV)으로 개편되었다. 하지만 크로아티아군의 수립은 같은 해 9월 유엔이 발효한 무기 금수 조치로 방해를 받았다. 1991년 마지막 달에는 막사 전투, 두브로브니크 포위전, 부코바르 전투 등 여러 전투가 발생하며 전쟁 중 가장 치열한 교전이 이어졌다.

## 제네바 협정
밴스 계획은 전 미국 국무부 장관이자 당시 유엔 사무총장 특사였던 사이러스 밴스의 외교 임무에서 나왔다. 밴스는 미국 외교관 허버트 오쿤과 유엔 특별정치담당 사무차장이었던 마라크 굴딩의 도움을 받았다. 밴스는 1991년 말 크로아티아에서의 적대 행위 종식을 위해 유고슬라비아 사회주의 연방공화국 연방으로 파견되었다. 평화안에는 휴전, 유엔의 보호 구역으로 지정된 유엔 보호군(UNPROFOR)의 특정 지역 민간인 보호 임무 부여, 크로아티아 내 유엔의 평화 유지 작전 등이 담겼다.
이 평화안은 세르비아의 대통령 슬로보단 밀로셰비치에게 처음 제출되었다. 밀로셰비치는 처음에 이 계획을 보고 전적으로 수용 가능하며, 세르비아 크라이나 공화국 측 지도부에 계획을 지지하도록 만들겠다고 약속했다. 밀로셰비치는 평화안이 1991년 세르비아가 얻은 영토를 그대로 보존하며, 평화유지군이 배치되는 지역은 그대로 세르브계 크로아티아인 행정부가 통치하며 유고 인민군이 보스니아 헤르체고비나 방면으로 집중할 수 있도록 도와주기 때문에 긍정적이라고 생각했다. 밴스는 유고슬라비아의 국방부 장관인 벨코 카디예비치와도 만나 논의했는데 카디예비치도 이 평화안을 지지했으며 밴스는 밀로세비치가 평화안에 찬성하라고 말해서 같이 지지한 것으로 보인다고 썼다. 크로아티아의 대통령 프라뇨 투지만도 이 안에 찬성하자 1991년 11월 23일 스위스의 제네바에서 투지만, 카디예비치, 밀로셰비치 셋이 만나 평화안에 서명했다. 협정의 전제 조건으로 유엔 평화유지군 배치가 있었다. 또한 협정은 크게 4개 조항으로 구성되었는데 크로아티아의 유고 인민군 막사 봉쇄 종료, 크로아티아 내 유고 인민군 인력과 장비 철수, 휴전 이행, 인도주의적 지원 제공 촉진이 있다.
협정 서명 당사자들이 크로아티아 내에 유엔 평화유지군 임무단을 배치하는 데 동의하면서 11월 26일 유고슬라비아 정부가 제출한 공식 평화유지군 파병 요청에 따라 다음 날인 11월 27일 유엔 안전 보장 이사회 결의 제721호를 통해 유엔에서 승인을 받았다.
유엔 안전 보장 이사회 결의 제721호에 따라 12월 11일 제출된 유엔 사무총장 보고서에서 밴스 계획이 같이 승인을 받았고 밴스 계획에 따른 평화유지 후속 임무가 유엔 안전 보장 이사회 결의 제724호를 통해 승인받았다. 하지만 이 결의안에서는 평화유지군을 파병하는 데 필요한 기반 조건이 아직 충족되지 않은 상태라고 판단했다. 이에 따라 유엔은 임무 준비를 위해 1991년 내내 전투가 계속되는 동안 50명의 연락장교만 배치했다. 크로아티아군 통제 지역 내 유고 인민군 막사 봉쇄도 1991년 12월까지 그대로 이어졌다.
마지막 열흘간의 회의에서 밴스는 유엔 평화유지군을 배치해 휴전을 감독한다는 잠정 합의안으로 또 다른 휴전안을 협상했다. 합의에 있어서 마지막 장애물이었던 막사 문제는 12월 25일 투지만이 크로아티아군 점령 지역 내 남아 있는 유고 인민군 막사 봉쇄를 해제하는 데 동의한다고 발표하면서 해결되었다. 이는 카디예비치가 내걸었던 휴전 조건을 만족시켰고 12월 31일 밀로셰비치도 휴전안에 반대하지 않는다고 발표했다.

## 사라예보 이행 협정

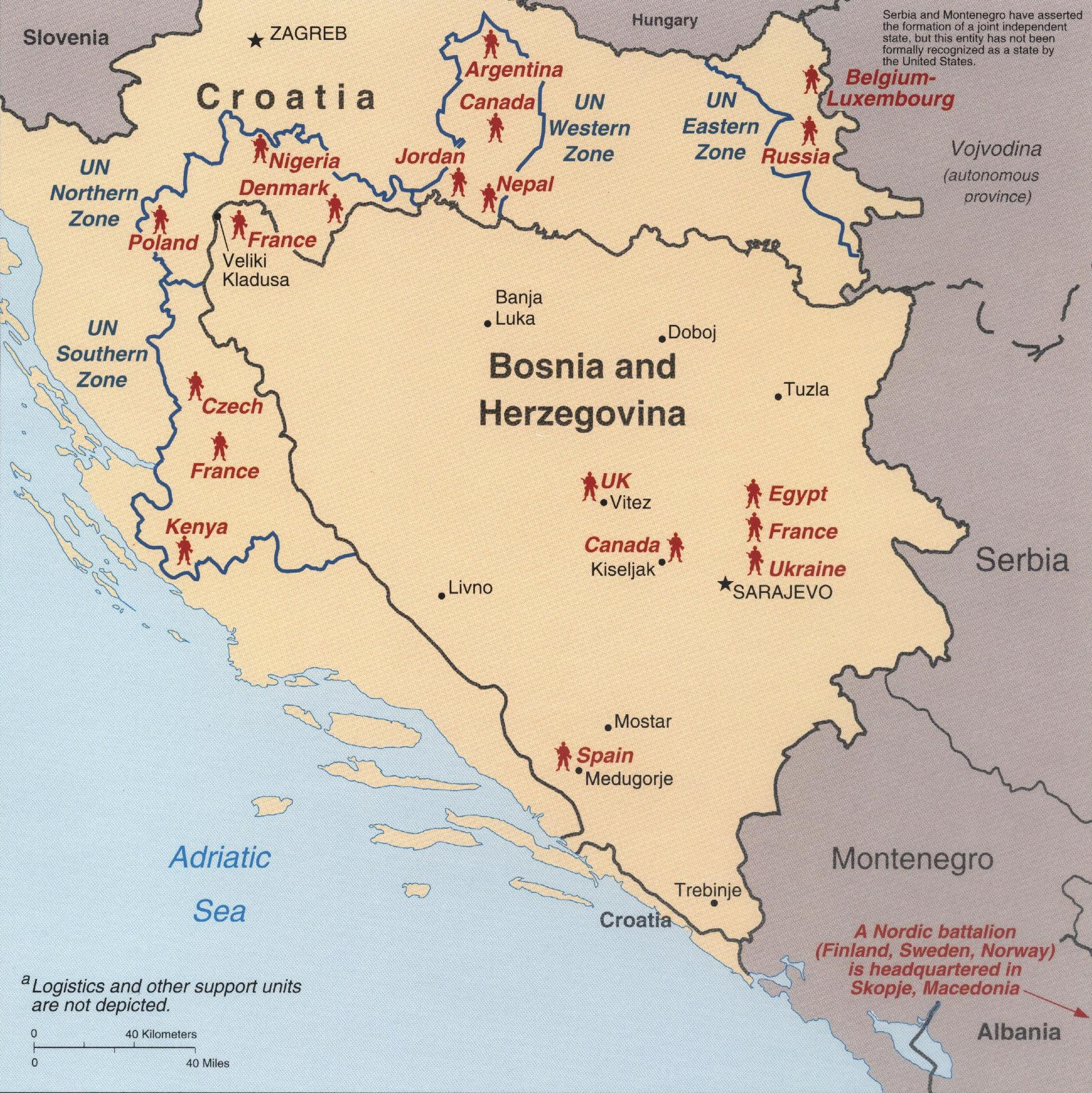
밴스 계획에 따른 크로아티아 내 유엔 평화유지군 배치 계획도

최종 합의문은 "밴스 계획문" 혹은 단순히 "이행협정", 사라예보 협정(크로아티아어: Sarajevski sporazum 사라예브스키 스포라줌)이라고 부른다. 유엔군 파병에 대해서는 이 합의가 최종적인 정치적 합의가 아니라는 점을 인정하고 유엔군 역할에 대한 설명을 통해 양 측이 이를 자신의 승리라고 주장할 수 있어 가능했다. 세르비아 크라이나 공화국 측은 최종적인 정치적 합의가 이루어질 때까지 크라이나의 행정이 존속할 수 있는 상황이라며 사실상 크라이나 측이 협상할 이유가 없다고 주장했다. 크로아티아 측은 유엔이 크라이나 공화국이 통제하는 지역의 영유권을 크로아티아 정부 측으로 넘길 것이라 기대했으나 유엔 측은 그 생각이 없었다.
4시간의 협상 끝에 1992년 1월 2일 보스니아 헤르체고비나의 사라예보에서 크로아티아의 국방부 장관 고이코 슈샤크와 유고 인민군 제5군구 부사령관인 안드리야 라셰타가 이행협정에 서명했다. 이 협정은 1991년 3월 31일 크로아티아 독립 전쟁이 발발한 이래 15번째로 체결한 평화 협정이다. 휴전은 다음 날인 1월 3일 18시 정각부터 크로아티아 전 지역에 발효되었다. 하지만 두브로브니크 지역은 휴전의 예외 지역으로, 1992년 7월까지 유고 인민군은 두브로브니크와 인근의 코나블레에 있는 진지를 지켰다. 이 지역은 유엔 평화유지군의 배치 계획에도 포함되지 않았다. 1월 4일 유고슬라비아 해군은 스플리트 인근 로라 해군기지에서 후퇴했다. 1월 5일 크로아티아 국가방위군 지휘관인 소장 이므라 아고티치는 휴전 이후 세르브인 측이 84건의 협정 위반을 저질렀다고 주장했다. 1월 7일에는 유고슬라비아 공군의 유엔 공동체 감독 활동 헬리콥터를 격추하는 사건이 발생했다. 다음 날 카디예비치가 국방장관직에 사임하며 뒤를 이어 블라고예 아지치가 국방장관에 취임했다.
밴스 계획은 크로아티아 내 전투가 중단되고 지속적인 적대 행위 영향 없이 후속 협상이 이어질 수 있도록 계획했다. 사전에 정치적 해결책은 제공하지 않았다. 평화안에는 유엔 보호구역(UNPAs)으로 지정된 주요 3개 분쟁 지역에 약 1만명의 강력한 유엔 보호군을 배치한다는 안도 있었다. 밴스 계획에는 각 유엔 보호구역으로 지정된 특정 지방 자치체가 나열되었으나 일부 지방 자치체만 명단 목록에 있었다 보니 각 보호구역의 명확한 경계가 정의되지 않았다. 각 보호구역의 정확한 경계를 정의하는 작업은 각 지방정부와 협력해 사전에 배치된 담당 유엔 연락장교에게 위임되었다. 투지만과 밀로셰비치가 평화안을 받아들이는 데 유엔 보호구역의 창설이 필요했다. 세르비아가 장악한 유고슬라비아 정부는 평화유지군이 군 간 대치선을 확보해주기 바라는 세르비아측의 입장에 따라 원래 크로아티아와 세르비아 사이 전선을 따라 유엔군의 배치를 요청했다. 반면 크로아티아는 국경을 따라 유엔군을 배치하길 원했다. 유엔 평화유지군은 양 측을 어느 정도 만족시키는 역할을 했다.
| 유엔 보호구역 | 지방 자치체    | 참고                      |
| 동슬라보니아  | 벨리마나스티르 | 지자체 전체 구역          |
| 동슬라보니아  | 부코바르       | 지자체 전체 구역          |
| 동슬라보니아  | 오시예크       | 오시예크 시가지 동쪽 지역 |
| 동슬라보니아  | 빈코브치       | 최동단 지역의 여러 마을   |
| 서슬라보니아  | 그루비슈노폴레 | 지자체 전체 구역          |
| 서슬라보니아  | 다루바르       | 지자체 전체 구역          |
| 서슬라보니아  | 파크라츠       | 지자체 전체 구역          |
| 서슬라보니아  | 노바그라디슈카 | 지자체 서부 지역          |
| 서슬라보니아  | 노브스카       | 지자체 동부 지역          |
| 크라이나      | 벤코바츠       | 지자체 전체 구역          |
| 크라이나      | 드보르         | 지자체 전체 구역          |
| 크라이나      | 도니라파츠     | 지자체 전체 구역          |
| 크라이나      | 글리나         | 지자체 전체 구역          |
| 크라이나      | 그라차크       | 지자체 전체 구역          |
| 크라이나      | 크닌           | 지자체 전체 구역          |
| 크라이나      | 코스타이니차   | 지자체 전체 구역          |
| 크라이나      | 오브로바츠     | 지자체 전체 구역          |
| 크라이나      | 페트리냐       | 지자체 전체 구역          |
| 크라이나      | 슬룬           | 지자체 전체 구역          |
| 크라이나      | 티토바코레니차 | 지자체 전체 구역          |
| 크라이나      | 보이니치       | 지자체 전체 구역          |
| 크라이나      | 브르긴모스트   | 지자체 전체 구역          |

유엔 보호군은 교전국 사이 완충지대를 형성하고 세르브계 크로아티아인의 영토방위군 병력을 무장 해제했으며 유엔 보호구역에서 크로아티아군과 유고 인민군의 철수를 감독하고 해당 지역으로 난민을 복귀시키는 임무를 받았다. 1992년 2월 21일 통과된 유엔 안전 보장 이사회 결의 제743호에서 1991년 11월 합의했던 유엔 임무의 법적인 근거를 설명했으나 유엔 헌장 제6장이나 제7장을 명시적으로 언급하지 않았다. 대신 결의안에서 유엔 헌장 제8장을 언급하여 유엔 안전 보장 이사회의 추가 승인 후 지역 협약체나 기관을 통해 결의안을 실행할 것임을 암시했다.
세르비아 크라이나 공화국의 대통령 밀란 바비치는 밴스 계획을 지지하지 않았다. 밀로셰비치는 바비치를 베오그라드로 소환하여 연방 대통령직단, 유고 인민군 사령관, 세르브계 보스니아인 지도자와 모인 70시간에 걸친 회의에서 바비치의 마음을 돌려놓도록 설득했다. 이 회의에서 바비치를 설득하는 데 실패했지만 대신 밀로셰비치는 크라이나 공화국 의회에서 평화안을 승인하도록 계획을 바꾸었다. 바비치와 밀로셰비치 지지자들이 각각 크라이나 공화국 의회 내에서 두 차례의 개별 본회의를 열었으며 각 본회의에서 서로의 안건이 통과했다고 주장했다. 2월 27일 바비치는 밀로셰비치의 개입으로 세르비아 크라이나 공화국의 대통령직에서 사임하고 후임 대통령으로 고란 하지치가 취임했다. 바비치는 밴스 계획을 보고 세르비아 크라이나 공화국의 영토를 크로아티아의 일부로 취급한다며 유엔 보호군이 유고 인민군 대신 들어와 세르비아 크라이나 공화국이 장악한 영토에 대한 크로아티아 측의 주권을 사실상 수용하는 일이 될 것이라며 반대했다. 당시 크로아티아는 유엔 보호구역을 크로아티아의 일부로 간주하고 그 안에 있는 세르비아 크라이나 공화국 정부의 공식적인 인정을 반대했다. 크라이나 공화국 측은 유엔 보호구역 내 영토를 크로아티아가 흡수하기 위해 유엔의 임무단을 악용할 것이라며 우려했다. 하지만 크로아티아 측은 밴스 계획은 베오그라드 정부, 유엔, 크로아티아만이 유일한 당사자 측이라고 주장했다.

## 여파

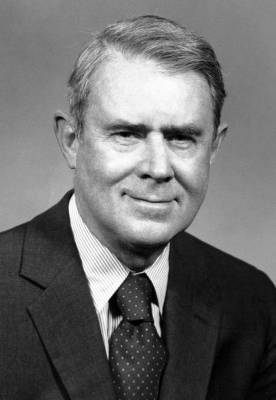
밴스 계획을 세운 사이러스 밴스의 모습

제네바 협정에 따르면 유고 인민군은 크로아티아 내에서 인력과 장비를 즉시 철수해야 했으나, 유고 인민군은 7~8개월 넘게 그 자리에 계속 진지를 구축했다. 결국 철수할 땐 모든 장비를 세르비아 크라이나군에게 그대로 넘겨주었다. 1월 2일 휴전으로 유고 인민군은 군사적인 붕괴 상황 직전에 처했던 동슬라보니아와 서슬라보니아 지역의 영토를 유지할 수 있었다. 조직 문제와 이전에 있었던 여러 정전 협정 위반 때문에 유엔 보호군은 3월 8일이 되어서야 도착했고 유엔 보호구역에 완전히 배치되기까지는 2개월이 더 걸렸다. 유엔 보호군은 1993년 1월까지 세르비아 크라이나 공화국의 중화기 대부분을 유엔과 크라이나 공화국이 공동으로 통제하는 저장소로 전부 이동시켰지만 그 외 크라이나 공화국의 민병대 무장 해제, 난민 귀환, 민간인의 권리 회복, 민족 혼합 경찰 조직 수립과 같은 밴스 계획의 나머지 조항은 제대로 이행할 수 없었다. 세르비아 크라이나군은 그냥 '경찰'로 이름만 바뀌었으며 장악 지역 내의 인종 청소는 확인되지 않은 채 계속 이루어졌다. 유엔 보호군도 어려운 안보 상황으로 난민의 귀환을 막아야 했다. 민족 혼합 경찰 수립은 설립 시도조차 하지 못했다. 또한 유엔 보호군은 휴전 이행협정이 체결되었을 때 세르비아 크라이나 공화국이 점령한 지정된 유엔 보호구역 외부의 세르비아 크라이나군도 철수시키지 못했다. 나중에 "핑크 지역"으로 알려진 이 구역은 처음부터 크로아티아 정부 점령지로 바뀌어야 했다. 밴스 계획 이행이 여러 방면으로 실패함에 따라 크로아티아와 세르비아 크라이나 공화국 간 핑크 지역이 심각한 갈등을 일으키는 원인이 되었다.
1993년 크로아티아는 지상의 고착 상황이 영원히 지속될 수 있다고 우려하며 중요한 지역 목표 지점을 장악하고 국제적인 관심을 끌기 위해 세르비아 크라이나 공화국을 향한 소규모 군사 작전을 여러 차례 진행했다. 이에 대응해 세르비아 크라이나군은 유엔 보호군의 유일한 성과였던 무기 회수 정책도 뒤집고 유엔과 크라이나가 통제하던 저장소에서 중화기를 전부 빼내 전장에 투입했다. 1995년 3월에는 리처드 홀브룩의 노력에 따라 유엔 보호군의 임무가 종료되었고 유엔 크로아티아 신뢰 회복 작전(UNCRO)이라는 새로운 임무단이 크로아티아에 배치되었다. 1995년 말에는 플래시 작전과 폭풍 작전으로 세르비아 크라이나 공화국 거의 대부분의 영토가 크로아티아군에게 점령되면서 1991년 바비치가 밴스 계획에 반대했을 때 우려했던 일이 발생했다. 잔존 크라이나 영토는 1995년 11월 22일 데이턴 협정에서 논의된 바에 따라 이어진 크로아티아와 세르비아 사이 에르두트 협정에 따라 유엔 임무단에게 넘겨졌다가 크로아티아로 흡수되었다.

## 참고 문헌
서적
- Ahrens, Geert-Hinrich (2007). 《Diplomacy on the Edge: Containment of Ethnic Conflict and the Minorities Working Group of the Conferences on Yugoslavia》. Washington, D.C.: Woodrow Wilson Center Press. ISBN 978-0-8018-8557-0.
- Armatta, Judith (2010). 《Twilight of Impunity: The War Crimes Trial of Slobodan Milosevic》. Durham, North Carolina: Duke University Press. ISBN 978-0-8223-4746-0.
- Bellucci, Paolo; Isernia, Pierangelo (2003). 〈Massacring in Front of a Blind Audience? Italian Public Opinion and Bosnia〉.   Sobel, Richard; Shiraev, Eric; Shapiro, Robert. 《International Public Opinion and the Bosnia Crisis》. Lanham, Maryland: Lexington Books. 173–218쪽. ISBN 978-0-7391-0480-4.
- Biondich, Mark (2004). 〈Croatia〉.   Richard C. Frucht. 《Eastern Europe: An Introduction to the People, Lands, and Culture》. Santa Barbara, California: ABC-CLIO. ISBN 978-1-57607-800-6.
- Bjelajac, Mile; Žunec, Ozren (2009). 〈The War in Croatia, 1991–1995〉.   Charles W. Ingrao; Thomas Allan Emmert. 《Confronting the Yugoslav Controversies: A Scholars' Initiative》. West Lafayette, Indiana: Purdue University Press. ISBN 978-1-55753-533-7.
- Central Intelligence Agency, Office of Russian and European Analysis (2002). 《Balkan Battlegrounds: A Military History of the Yugoslav Conflict, 1990–1995》. Washington, D.C.: Central Intelligence Agency. ISBN 9780160664724. OCLC 50396958.
- Denitch, Bogdan (1996). 《Ethnic nationalism: the tragic death of Yugoslavia》. Minneapolis, Minnesota: University of Minnesota Press. ISBN 978-0-8166-2947-3.
- 《Eastern Europe and the Commonwealth of Independent States》. London, England: Routledge. 1999. ISBN 978-1-85743-058-5.
- Hoare, Marko Attila (2010). 〈The War of Yugoslav Succession〉.   Ramet, Sabrina P. 《Central and Southeast European Politics Since 1989》. Cambridge University Press. ISBN 978-1-139-48750-4.
- Libal, Michael (1997). 《Limits of Persuasion: Germany and the Yugoslav Crisis, 1991–1992》. Westport, Connecticut: Greenwood Publishing Group. ISBN 978-0-275-95798-8.
- Nambiar, Satish (2001). 〈UN peacekeeping operations in the former Yugoslavia – from UNPROFOR to Kosovo〉.   Thakur, Ramesh; Schnabel, Albrecht. 《United Nations peacekeeping operations: ad hoc missions, permanent engagement》. United Nations University Press. ISBN 978-92-808-1067-7.
- Ramcharan, B. G., 편집. (1997). 《The International Conference on the Former Yugoslavia: Official Papers, Volume 1》. BRILL. ISBN 978-90-411-0429-8.
- Sell, Louis (2002). 《Slobodan Milosevic and the Destruction of Yugoslavia》. Durham, North Carolina: Duke University Press. ISBN 978-0-8223-3223-7.
- Trbovich, Ana S. (2008). 《A Legal Geography of Yugoslavia's Disintegration》. Oxford, England: Oxford University Press. ISBN 978-0-19-533343-5. 2017년 1월 17일에 원본 문서에서 보존된 문서.

저널 논문
- Brigović, Ivan (October 2011). “Odlazak Jugoslavenske narodne armije s područja Zadra, Šibenika i Splita krajem 1991. i početkom 1992. godine” [Departure of the Yugoslav People's Army from the area of Zadar, Šibenik and Split in late 1991 and early 1992]. 《Journal of Contemporary History》 (크로아티아어) (Croatian Institute of History) 43 (2): 415–452. ISSN 0590-9597.
- Marijan, Davor (May 2012). “The Sarajevo Ceasefire – Realism or strategic error by the Croatian leadership?”. 《Review of Croatian History》 (Croatian Institute of History) 7 (1): 103–123. ISSN 1845-4380.

뉴스 르포
- Bellamy, Christopher (1992년 10월 10일). “Croatia built 'web of contacts' to evade weapons embargo”. 《The Independent》. 2012년 11월 10일에 원본 문서에서 보존된 문서.
- Cowell, Alan (1991년 9월 24일). “Serbs and Croats: Seeing War in Different Prisms”. 《The New York Times》. 2013년 10월 13일에 원본 문서에서 보존된 문서.
- Engelberg, Stephen (1991년 3월 3일). “Belgrade Sends Troops to Croatia Town”. 《The New York Times》. 2013년 10월 2일에 원본 문서에서 보존된 문서.
- “Roads Sealed as Yugoslav Unrest Mounts”. 《The New York Times》. Reuters. 1990년 8월 19일. 2013년 9월 21일에 원본 문서에서 보존된 문서.
- Sudetic, Chuck (1991년 4월 2일). “Rebel Serbs Complicate Rift on Yugoslav Unity”. 《The New York Times》. 2013년 10월 2일에 원본 문서에서 보존된 문서.
- Sudetic, Chuck (26 June 1991). “2 Yugoslav States Vote Independence To Press Demands”. 《The New York Times》. 10 November 2012에 원본 문서에서 보존된 문서. 12 December 2010에 확인함.
- Sudetic, Chuck (1991년 6월 29일). “Conflict in Yugoslavia; 2 Yugoslav States Agree to Suspend Secession Process”. 《The New York Times》. 2013년 6월 14일에 원본 문서에서 보존된 문서.
- Sudetic, Chuck (1991년 11월 18일). “Croats Concede Danube Town's Loss”. 《The New York Times》. 2013년 11월 14일에 원본 문서에서 보존된 문서.
- Sudetic, Chuck (1992년 1월 3일). “Yugoslav Factions Agree to U.N. Plan to Halt Civil War”. 《The New York Times》. 2013년 6월 14일에 원본 문서에서 보존된 문서.
- Davor Butković (2010년 8월 4일). “15 godina nakon Oluje: Bismo li dobili rat bez Tuđmana?” [15 years after the Storm: Would we have won the war without Tuđman?]. 《Jutarnji list》 (크로아티아어). 2010년 8월 25일에 원본 문서에서 보존된 문서.

기타 출처
- “Chapter VIII: Regional Arrangements”. United Nations.
- Nazor, Ante (January 2012). “Dokumenti o odgovornosti Srbije za agresiju na Hrvatsku” [Documents of responsibility of Serbia for an aggression against Croatia]. 《Hrvatski vojnik》 (크로아티아어). Ministry of Defence (Croatia). ISSN 1333-9036. 2013년 12월 1일에 원본 문서에서 보존된 문서.
- “Odluka” [Decision]. 《Narodne novine》 (크로아티아어) (Narodne novine) (53). 1991년 10월 8일. ISSN 1333-9273.
- “Report of the Secretary-General pursuant to Security Council Resolution 721 (1991)” (PDF). United Nations. 1991년 12월 11일.[깨진 링크]
- “Resolution 721 (1991)” (PDF). United Nations. 27 November 1991. 13 January 2013에 원본 문서 (PDF)에서 보존된 문서. 13 April 2013에 확인함.
- “Resolution 743 (1992)”. NATO. 1992년 2월 21일.
- “The Prosecutor vs. Milan Martic – Judgement” (PDF). International Criminal Tribunal for the former Yugoslavia. 2007년 6월 12일.
- “United Nations Protection Force”. Department of Public Information, United Nations. September 1996. 2013년 11월 11일에 원본 문서에서 보존된 문서.
- Gavranović, Luka, 편집. (2002년 1월 3일). “Domovinski rat: Spomenar 3. – 9. siječnja” [Homeland War: Memento of 3–9 January]. 《Dom I Svijet》 (크로아티아어) (Croatian Information Centre) (407). 2005년 4월 29일에 원본 문서에서 보존된 문서.